# ГОШК (футбольний клуб)
ГОШК (босн. GOŠK; «Gabeoski Omladinski Športski Klub») — боснійський футбольний клуб з міста Габела. Заснований 1919 року.

## Колишні назви
- 1919–26 — «Змай» (FK Zmaj)
- 1926–35 — «Селячка Слога» (FK Seljačka Sloga)
- 1935–41 — «Селячкі спортскі клуб» (Seljački športski klub (ŠSK))
- 1948–49 — «Змай» (NK Zmaj)
- 1949–58 — «Слога» (NK Sloga)
- 1958–нині — «ГОШК» (GOŠK Gabela)